# HD-Telefonie
HD-Telefonie (auch High Definition Sound Performance oder HDSP genannt, ein Markenzeichen von Gigaset) ist das Telefonieren in hoher Sprachqualität. Beim dafür verwendeten Codec G.722 wird ein größerer Teil des natürlichen Frequenzspektrums übertragen als bei der herkömmlichen Telefonie mittels G.711.
Damit HD-Telefonie funktioniert, muss die gesamte Kette zwischen den beteiligten Telefongeräten HD-tauglich sein.

## Geschichte
Während zu den Anfangszeiten des Telefondienstes nur eine analoge Übertragung des Sprachsignals über Kupferdoppeladern stattfand, wird Telefonie heute hauptsächlich digital vermittelt und verarbeitet.
Die Signale eines analogen Übertragungskanals beim Telefonieren werden mittels eines Tiefpassfilters auf 3400 Hz begrenzt. Diese Begrenzung der Bandbreite ist eine wesentliche Voraussetzung für die Mehrfachnutzung von Telefonleitungen mittels Trägerfrequenztechnik, den Betrieb von Richtfunkstrecken und für den Bau, sowie den effizienten Betrieb von Telefonfernleitungen einschließlich der Verstärkerämter. Durch diese Beschränkung der Bandbreite des Übertragungskanals entsteht ein leicht dumpfer Klang. Damit der Gesprächspartner nicht den Eindruck hat, an einer toten Leitung zu hängen, wird auch bei Stille ein gewisses Rauschen erzeugt. Die Echokompensation lässt dabei noch ein bestimmtes Rauschen durch und sorgt für den typischen Telefonklang.
Mit der Digitalisierung der Vermittlungstechnik Ende der 1980er Jahre mittels ISDN wurden Telefongespräche nicht mehr durch galvanische Durchschaltung und Signalregenerierung übertragen, sondern in der Vermittlungsstelle digitalisiert bzw. wieder zu einem analogen Signal gemacht. Zusätzlich bestand die Möglichkeit, direkt digitale Daten mit der Vermittlungsstelle auszutauschen, indem man einen ISDN-Anschluss nutzte.
Die ISDN-Spezifikation sieht 64 kbit/s pro Kanal vor. Ein üblicher ISDN-Anschluss hat zwei Kanäle (Basisanschluss) bzw. 30 Kanäle (Primärmultiplexanschluss).
Die Vermittlungstechnik transportiert diese Daten dabei grundsätzlich bittransparent, d. h. ohne Konvertierungen. Die gesendeten Bits entsprechen exakt den empfangenen Bits. Jedoch können Daten als Sprache markiert werden. In diesem Fall könnten Daten auch umgewandelt werden. Als Codec wurde dabei in Europa G.711 festgelegt. Dieser benötigt genau 64 kbit/s und umfasst das Frequenzspektrum von 300 Hz bis 3400 Hz. In Europa wird nach A-law, in den USA und Japan wird bevorzugt nach µ-Law codiert. Weiterhin wurde auch ein Breitbandsprachdienst „7 kHz audio-coding within 64 kbit/s“, basierend auf dem Codec G.722 mit der Digitalisierung des Telefonnetzes im ISDN eingeführt. Im ISDN gab es allerdings keine nennenswerte Anzahl an Geräten, die diesen Codec unterstützten. Genutzt wurde dieser hauptsächlich von Radiosendern, die Reportagen zwischen einem entsprechenden Endgerät und der Studiotechnik per G.722 im Breitbandsprachdienst übertrugen.

## Voraussetzungen
Erst im Zuge der Einführung der IP-Telefonie (VoIP), dem Transport der Sprachdaten über IP-Netze, wurde der Codec G.722 wiederentdeckt. Das dürfte hauptsächlich an den abgelaufenen Patenten liegen, der Codec kann heute lizenzfrei verwendet werden.
Um HD-Telefonie nutzen zu können, ist daher der Einsatz von VoIP erforderlich oder die Nutzung spezieller Geräte, die HD-Telefonie unterstützen. Die Kopplung zweier Fritz!Box-Modelle über ISDN unterstützt auch HD-Telefonie. Dabei müssen die Daten allerdings bittransparent übertragen werden, was bei den „unechten“ ISDN-Anschlüssen vieler kleiner Anbieter nicht der Fall ist. Zudem dürfen die Daten nicht vom Netz konvertiert werden, da das die Bittransparenz verletzen würde.
Zum Einsatz kommen die Sprachübertragungsstandards Linear PCM 16 und PCMA 16 mit 16 kHz Abtastrate und einem Frequenzspektrum von 50 Hz bis 7000 Hz. Das natürliche Klangspektrum eines Gespräches, das von 20 Hz bis etwa 8000 Hz reicht, lässt sich so besser übertragen. Bisherige Festnetztelefongespräche übertragen Frequenzen zwischen 300 Hz und 3400 Hz, also weniger als die Hälfte des möglichen Spektrums. In der Praxis bedeutet das, dass bisher besonders die höheren und tieferen Töne nicht übertragen wurden.
Eine neue Funktion ist die Sprechpausenerkennung. Damit sollen in Zeitabschnitten von Stille keine Daten übertragen werden, sondern nur die Information, dass derzeit keine Geräusche stattfinden. Dadurch klingt ein HD-Gespräch zeitweise so, als wäre es abgebrochen. Diese Funktion kann auch abgeschaltet werden.
Um Inkompatibilitäten zu vermeiden, unterstützen die meisten Telefone eine Rangliste der zu benutzenden Codecs. Wird G.722 dabei nicht als erstes genannt, so kommt es selbst dann nicht zum Einsatz, wenn beide Gegenstellen und alle dazwischen liegenden Vermittlungs- und Wandlungseinrichtungen den Codec unterstützen würden.
Stand August 2013 sind Telefonate in HD-Qualität zwischen verschiedenen Netzen (z. B. Festnetz zu Mobilfunk) oder zwischen unterschiedlichen Mobilfunkbetreibern im Allgemeinen nicht möglich. Der Grund liegt in nicht vorhandenen Gateways zwischen den Systemen und Netzen.

### Telefoniedienstleister
Der Telefoniedienstleister muss HD-Telefonie ebenfalls unterstützen. Bei unabhängigen Betreibern wie sipgate wird das Telefonat, wenn möglich, direkt zwischen den Teilnehmern abgewickelt. Das stellt dann kein Problem dar.
Wird das Telefonat aber ausschließlich von einem Media Gateway entgegengenommen, so muss dieses G.722-Daten akzeptieren. Außerdem muss der Empfänger im selben Netz sein oder es muss ein Austausch mit einem Gateway eines anderen Dienstanbieters stattfinden, das ebenfalls G.722-Daten verarbeiten kann, und schließlich muss dieser Austausch auch aktiviert sein. Andernfalls kommt das Gespräch nicht zustande bzw. es wird auf andere Codecs zurückgegriffen.

### DECT
Auch DECT-Telefone unterstützen den Codec G.722. Während der normale Codec für DECT G.726 ist (ADPCM mit 32 kbit/s), unterstützen sog. HD-Telefone zusätzlich den Codec G.722 und damit HD-Telefonie. Die entsprechende Basisstation darf dabei nicht über einen a/b-Anschluss angeschlossen werden, sondern muss die Daten über ISDN (z. B. Fritz!Box) oder VoIP (z. B. Gigaset-Basen mit VoIP-Technik) weitergeben.
Bekannt ist diese Erweiterung des ursprünglichen DECT-Standards auch unter CAT-iq.

### Mobilfunknetze und Verfügbarkeit in Deutschland

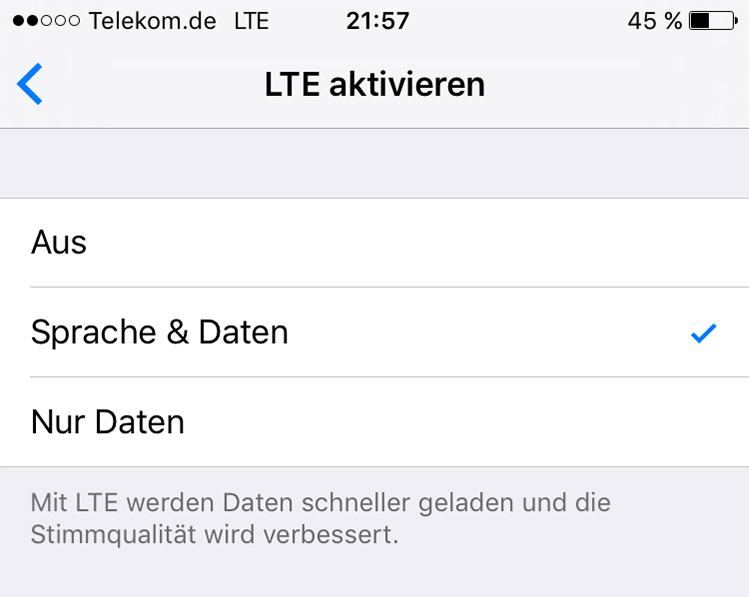

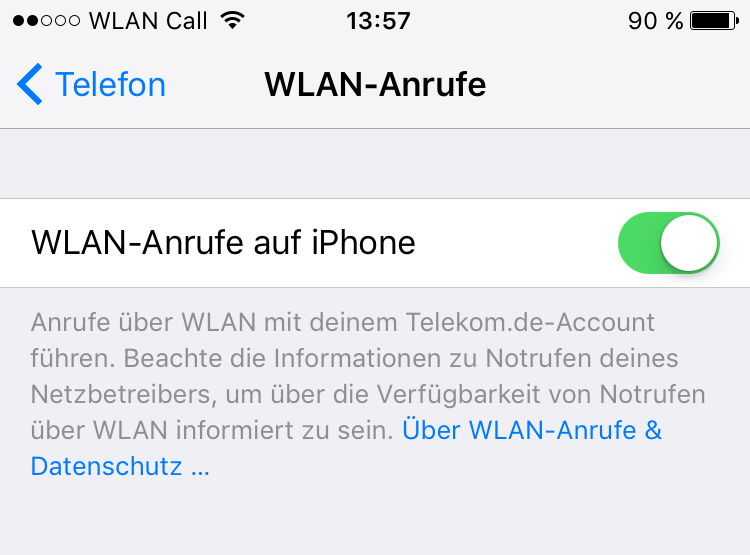

Im GSM- und UMTS-Mobilfunkstandard ist HD-Telefonie seit einigen Jahren verfügbar. Von den Netzbetreibern wurde es aber lange nicht unterstützt. Zur Nutzung wird in jedem Fall ein Endgerät mit AMR-WB-Unterstützung benötigt. Vermarktet wird das unter dem Begriff HD Voice. Zur eingesetzten Technik siehe Adaptive Multi-Rate.
Als erster Provider führte die Deutsche Telekom HD Voice innerhalb ihres UMTS-Netzes im November 2011 ein. Es folgten Vodafone im Juli 2013, E-Plus im März 2014, und die Telekom im Oktober 2014 zwischen Mobilfunk- und NGN-Festnetz. Telefónica Deutschland führte im Jahr 2015 mit seiner Marke O2 HD-Voice ein.
Im Festnetz ist HD-Voice in den Netzen von O2, Vodafone und der Deutschen Telekom verfügbar.
| Mobilfunknetz      | GSM          | UMTS | VoLTE | Wi-Fi-Calling | Von: Nach: | Telefónica | Telekom | Vodafone |
| ------------------ | ------------ | ---- | ----- | ------------- | ---------- | ---------- | ------- | -------- |
| Telefónica         | größtenteils | Ja   | EVS   | EVS           | Telefónica | Ja         | Ja      | Ja       |
| Telekom            | Ja           | Ja   | EVS   | EVS           | Telekom    | Ja         | Ja      | ?        |
| Vodafone           | Ja           | Ja   | EVS   | EVS           | Vodafone   | Ja         | ?       | Ja       |
| Stand: August 2018 |              |      |       |               |            |            |         |          |

### Enhanced Voice Services (EVS, HD Voice Plus)
EVS bietet eine Audiobandbreite von bis zu 20 kHz. Unterstützt wird EVS via VoLTE und Wi-Fi-Calling in den Mobilfunknetzen von Telefónica, Telekom und Vodafone. Dazu wird jedoch ein entsprechendes Endgerät benötigt.
| Hersteller     | Modell                     |
| -------------- | -------------------------- |
| Google         | Pixel 3                    |
| Google         | Pixel 3 XL                 |
| Apple          | iPhone 8 und neuer         |
| Huawei         | Mate 20 Pro                |
| Huawei         | P10                        |
| Huawei         | P20                        |
| Huawei         | P20 Pro                    |
| LG Electronics | G7                         |
| Samsung        | SM-G930F „Galaxy S7“       |
| Samsung        | SM-G935F „Galaxy S7 edge“  |
| Samsung        | SM-G950F „Galaxy S8“       |
| Samsung        | SM-G955F „Galaxy S8+“      |
| Samsung        | SM-G960F „Galaxy S9“       |
| Samsung        | SM-G965F „Galaxy S9+“      |
| Samsung        | SM-N950F „Galaxy Note 8“   |
| Samsung        | SM-N960F „Galaxy Note 9“   |
| Sony           | F8331 „Xperia XZ“          |
| Sony           | G8341 „Xperia XZ1“         |
| Sony           | H8216 „Xperia XZ2“         |
| Sony           | H8314 „Xperia XZ2 Compact“ |
| Sony           | H8416 „Xperia XZ3“         |

### Probleme
Der für Mobilfunk optimierte, aber lizenzpflichtige AMR-WB-Codec G.722.2 hat sich im Mobilfunk durchgesetzt, während Festnetz- und VoIP-Geräte fast nur den lizenzfreien Codec G.722 unterstützen. Auch Telefonie im LTE-Netz (VoLTE) wird HD-Telefonie über AMR-WB unterstützen. Bisher gibt es kaum Endgeräte, die AMR-WB und G.722 gleichzeitig unterstützen. Die in vielen Symbian-Geräten von Nokia integrierten VoIP-Clients unterstützen z. B. meist AMR-WB, aber kein G.722, während die meisten VoIP-Endgeräte (z. B. Gigaset IP, Fritz!Box) G.722, aber kein AMR-WB unterstützen. Ein direktes HD-Gespräch zwischen diesen Geräten kann daher nur über geeignete Gateways der Netzbetreiber zustande kommen, die das notwendige Transcoding vornehmen. Im Netzübergang von Telekom Mobilfunk zu Telekom NGN Festnetz ist dies bereits implementiert.